# Giải bóng đá vô địch quốc gia Guam 2009–10
Giải bóng đá vô địch quốc gia Guam 2009–10, có tên chính thức là Giải bóng đá vô địch quốc gia Guam Budweiser vì lý do tài trợ, là giải bóng đá ở Guam.

## Bảng xếp hạng

### Division 1
| XH | Đội                      | Tr | T  | H | T  | BT  | BB | HS  | Đ  | Lên hay xuống hạng |
| -- | ------------------------ | -- | -- | - | -- | --- | -- | --- | -- | ------------------ |
| 1  | Quality Distributors (C) | 20 | 20 | 0 | 0  | 116 | 26 | +90 | 60 |                    |
| 2  | Paintco Strykers         | 20 | 15 | 1 | 4  | 102 | 30 | +72 | 46 |                    |
| 3  | Guam Shipyard            | 20 | 6  | 4 | 10 | 29  | 42 | −13 | 22 |                    |
| 4  | NO KA OI                 | 20 | 6  | 2 | 12 | 49  | 88 | −39 | 20 |                    |
| 5  | Bank of Guam Crushers    | 20 | 6  | 1 | 13 | 49  | 78 | −29 | 19 |                    |
| 6  | Carpet Masters           | 20 | 2  | 2 | 16 | 13  | 94 | −81 | 8  |                    |

### Division 2
1.Hauauau
2.Ha
3.Maasas
4.Hadsasasa